# Empire Earth (Computerspiel)
Empire Earth ist ein Echtzeit-Strategiespiel, das in Europa am 21. November 2001 erschien. Es wurde von den Stainless Steel Studios entwickelt und von Sierra Entertainment veröffentlicht. Es ist der erste Teil der Empire-Earth-Spielreihe. Mit Empire Earth II existiert ein direkter Nachfolger. 2002 erschien die Erweiterung Empire Earth: Zeitalter der Eroberungen von Mad Doc Software. Eine Gold-Edition, die Basisspiel und Erweiterung enthielt, erschien daraufhin folgend. Diese wurde auch bei GOG.com durch Sold Out Software erneut veröffentlicht. 2009 erwarb das britische Entwicklerstudio Rebellion die Vertriebsrechte. Da der Mehrspielermodus über das eingestellte World Opponent Network organisiert wurde, ist heutzutage kein offizielles Internetspiel mehr möglich.

## Entwicklung
Rick Goodman hatte zuvor die Ensemble Studios mitgegründet und an Age of Empires mitentwickelt. Mit den Stainless Steel Studios machte er sich erneut selbstständig.

## Spielprinzip
Empire Earth orientiert sich an der Historie und verwendet 3D-Grafik. Das Volk wird aus der Vogelperspektive betrachtet und durchläuft verschiedene Epochen, von der prähistorischen Ära über Steinzeit, Kupferzeit, Bronzezeit, Dunkle Jahrhunderte, Mittelalter, Renaissance, Imperialismus, Industriezeitalter, Erster Weltkrieg, Zweiter Weltkrieg, Neuzeit, das Informationszeitalter bis zur Nano-Ära. Eine zusätzliche Epoche, das Weltraumzeitalter, wurde mit der Erweiterung eingefügt. Das Spiel verfügt über ein Moralsystem und Helden, die die Kampfkraft von Armeen steigern.
Jede Epoche bringt neue Technologien und verbesserte Militäreinheiten mit sich. Es gibt verschiedene Gebäude, die für die Produktion von Einheiten erforderlich sind, wie Kasernen für Infanterie und Ställe für Kavallerie. Das Spiel bietet 21 Zivilisationen mit jeweils eigenen Boni. Das Ziel des Spiels ist es, die feindliche Zivilisation zu besiegen und die Kontrolle über die Karte zu erlangen. Empire Earth bietet Einzelspielerkampagnen, in denen jedes Szenario eine eigene Geschichte erzählt und der Spieler daran teilnimmt. Die Kampagnen reichen von der Antike bis zur Zukunft und umfassen verschiedene Länder und Epochen. Die Lernkampagne dient dazu, den Spieler mit dem Spiel vertraut zu machen.

## Handlung
Die griechische Kampagne handelt von der Helladischen Periode, dem Trojanischen Krieg, dem Aufstieg Athens durch die Vereinigung Attikas und den ersten Jahren des Peloponnesischen Krieges, die teils fiktive Elemente enthält. Die Kampagne um Alexander den Großen handelt von der Schlacht am Granikos, der Schlacht bei Issos, der Belagerung von Tyrus und endet mit der Schlacht von Gaugamela.
Die englische Kampagne konzentriert sich auf den Kampf zwischen England und Frankreich um die Vorherrschaft in Europa. Thematisiert wird der Hundertjährige Krieg, die Schlacht bei Hastings und die Schlacht von Azincourt. Die deutsche Kampagne führt vom Ersten Weltkrieg über die Verwirklichung der Überfälle auf Polen, Skandinavien und Frankreich, der Atlantikschlacht und der Luftschlacht um England bis hin zu einer Alternativweltgeschichte in der das Unternehmen Seelöwe im Zweiten Weltkrieg verwirklicht wird. Die russische Kampagne spielt in einer fiktiven näheren Zukunft (zum Zeitpunkt der Veröffentlichung), in der sich verschiedene politische Gruppen einen Bürgerkrieg um die Macht im postsowjetischen Russland liefern.
Die Erweiterung bietet drei neue Kampagnen. Man kämpft aufseiten der Römer gegen barbarische Stämme, griechische Stadtstaaten, Karthager bis hin zum Beginn der Römischen Kaiserzeit. Die zweite Kampagne beginnt mit dem Angriff auf Pearl Harbor. Die dritte Kampagne spielt in der Zukunft.

## Rezeption
Die Masse an Einheiten und Gebäuden sei schier überwältigend, der Technologiebaum gigantisch. Das Spiel richte sich an Genre-Fans, wobei es Einsteiger überwältige. Die Kampagne sei durchdacht, die Computergegner sehr gut und die Steuerung komfortabel. Im Mehrspielermodus spiele Empire Earth seine Stärken aus und böte Spannung und Abwechslung, die Konkurrent Age of Empires II übertreffe, sei aber spielerisch nicht so ausbalanciert und markantere Einheiten besäße. Zur Steigerung der Performance wurde das Herauszoomen aus der Kameraperspektive limitiert, so dass oft die Übersicht fehle. Beim Hineinzoomen falle die niedrige Polygonzahl hingegen sehr ins Auge. Empire Earth kombiniere Civilization, Age of Empires 2 und StarCraft in einem extrem umfangreichen Werk. Spielspaß und Spieltiefe können über die schwache Technik hinwegsehen lassen. Das maximale Einheitenlimit sei extrem niedrig angesetzt, was aufwändigere Spielzüge behindere. Einige Missionen arten stark in Materialschlachten aus. Die hohe Einheitenvielfalt und die historischen Ereignisse seien positiv zu bewerten.
Für 200.000 verkaufte Exemplare im DACH-Raum erhielt Publisher Sierra den Platin-Award des VUD.